# AS Beauvais
Die Association Sportive Beauvais Oise (oder kurz ASBO) ist ein französischer Fußballverein aus Beauvais, der Hauptstadt des Départements Oise.
Der Verein entstand 1945 unter dem Namen AS Beauvais-Marissel durch die Fusion des Véloce Club Beauvaisien, der bereits um 1900 eine Fußballabteilung hatte, und der Union Sportive de Voisinlieu. 1986 benannte der Verein sich in AS Beauvais um, 1989 nahm er durch Hinzufügung der Départementsbezeichnung seinen heutigen Namen an.
Die Vereinsfarben sind Rot und Weiß; die Ligamannschaft spielt im Stade Pierre-Brisson, das eine Kapazität von 10.178 Plätzen aufweist.

## Ligazugehörigkeit
Von 1986 bis 2004 besaß die ASBO ein Profistatut, war zwischen 1985 und 1998 mit einjähriger Unterbrechung in der zweithöchsten Spielklasse, aber noch nie in der Division 1 (seit 2002 Ligue 1 genannt) vertreten. 2012 stieg der Klub in die CFA, die vierthöchste Liga, ab. Nach der Saison 2014/15 musste der Verein sogar den Weg in die fünftklassige CFA 2 antreten.

## Erfolge
In der Saison 1988/89 erreichte Beauvais nach Siegen über die Erstligisten Le Havre AC, Girondins Bordeaux und SM Caen das Viertelfinale im französischen Pokal und musste sich erst der AJ Auxerre beugen. Die Einnahmen aus diesen Spielen retteten den Verein vor dem drohenden Konkurs.

## Trainer
- Bruno Metsu (1987–1988) Co-Trainer, (1988–1992) Trainer,
- Vahid Halilhodžić (1993–1994)